# Арена (фільм, 1989)
«Арена» (англ. Arena) — американський науково-фантастичний бойовик 1989 року.

## Сюжет
У далекому майбутньому на міжгалактичній станції щорічно проводяться жорстокі бойові турніри за участю представників різних космічних цивілізацій. Уже 50 років землянам не вдається завоювати чемпіонський титул, так як перемогу здобувають більш сильні і великі особини з інших світів. Але в змагання вступає новий і багатообіцяючий представник Землі Стів Армстронг. Стіву належить битися не тільки з численними лиходіями, але і з корумпованою і несправедливою системою спортивних ігор майбутнього.

## У ролях
| Актор            | Роль                          |
| ---------------- | ----------------------------- |
| Пол Саттерфілд   | Стів Армстронг                |
| Гамільтон Кемп   | Шорті                         |
| Клаудія Крістіан | Квінн                         |
| Марк Алаймо      | Рогор                         |
| Шері Шеттак      | Джейд                         |
| Армін Шимерман   | Візіл                         |
| Бретт Портер     | Вейн                          |
| Чарльз Табансі   | Трой                          |
| Майкл Дік        | Горн                          |
| Джек Картер      | диктор                        |
| Вільям Батлер    | Череп                         |
| Грейді Кларксон  | комісар Дент                  |
| Дейв Томпсон     | доктор                        |
| Кен Кларк        | Маркус                        |
| Діана Роуз       | космічна леді в нічному клубі |
| Кліфф Ленс       | космічний комік               |
| Вейн Брюер       | Ванг                          |
| Джордж Масселі   | хлопець-риба 1                |
| Август Л. Луару  | хлопець-риба 2                |
| Стів Ванг        | Лінивець                      |